# 東京コンビニエンスシステム
東京コンビニエンスシステムは、かつて関東地方にボランタリー・チェーンのコンビニエンスストアを展開していた企業。略称はTCS。

## 特徴
TCSは、大手コンビニエンスストアからの脱退者（設立時にはセブンイレブンからの脱退店20店が参加）や、単独店の経営者の加盟が中心であった。設立時にはロイヤリティが月5万円（1992年1月時点では月3万円）で、大手コンビニエンスストアのロイヤリティと比べると格段に安かった。スーパーマーケットの特売価格に照準を合わせ、低価格かつ鮮度の管理へ対応させていた。
大手に対抗した独自商品の開発に注力していた。

## 歴史
1976年に千葉エリアでの個人コンビニの勉強会としてスタートし、1988年に設立。1993年には70を超える店舗と契約を結び、100店舗を視野に入れた本部機能の基盤整備を開始した。
2002年には同年度を「価値あるVC本部確立元年」位置づけ、30～40代の地元に住む女性に本部の役割をさせるストアサポート制度の導入、酒有連リックスと地酒仕入れの連携などを行った。

### 沿革
- 1976年（昭和51年）- 千葉エリアの個人コンビニの勉強会としてスタート[2]。
- 1980年（昭和55年）- 参加店舗が50店舗を突破。名称を「東京コンビニエンスグループ」とする[8]。
- 1988年（昭和63年）- マスシンが支援し、東京コンビニエンスシステム株式会社を設立。本社は松戸市。設立当初の店舗数は88店で、そのうちセブンイレブンからの脱退店が20店を占めていた[1][2]。
- 1991年（平成3年）- 仕入れ政策を巡り一部会員が脱会、関東コンビニエンス協同組合に分離[9]。会員数が110人から55人へ半減[10]。
- 1992年（平成4年）
  - 本部EOS稼働[11][12]。
  - 12月7日 - マスシンから商号変更した親会社のC2ネットワークから独立[9]。
- 1993年（平成5年）- 第2次POSシステム稼働[11][12]。加盟店に対する酒類共同配送スタート[11][12]。
- 1994年（平成6年）- ストコンシステム稼働[11][12]。資本金を5000万円に増額[11][12]。
- 1996年（平成8年）- 全日本食品、協同組合横浜市中小食品スーパー連合、たつみチェーン事業協同組合、酒有連リックス、協同組合神奈川ビーマートチェーンと共に、食品の仕入れ会社「ボランタリー・マーチャンダイジング・ネットワーク（VMN）」に参加[11][12][13][14]。
- 1998年（平成10年）- モンマートストアシステムズ、全国酒有連、キャメルマートジャパンと共に酒類の共同仕入れをスタート[13][15]。
- 1999年（平成11年）- 新潟県に進出[16]。
- 2009年（平成21年）- 3月31日、株主総会の決議により会社解散。8月29日、清算結了。

## 店舗数
| 1988年10月 | 78店  |
| 1988年12月 | 88店  |
| 1989年10月 | 95店  |
| 1990年11月 | 101店 |
| 1991年8月  | 115店 |
| 1992年12月 | 60店  |
| 1995年11月 | 62店  |
| 1996年6月  | 62店  |
| 1997年6月  | 63店  |

## その他
- 1997年時点で東京都、埼玉県、千葉県、茨城県に店舗を展開していた[11][12]。
- 社名に「東京」とあるが、設立時には千葉県松戸市に本社を置いていた[2]。時期は不明だが、その後東京都港区[3]、そして埼玉県草加市[20]に本社を移転。